# 海殤君
蟻天海殤君，簡稱海殤君。是台灣霹靂布袋戲中相當經典的一位角色。在《霹靂幽靈箭》第一部第二集登場，於《霹靂烽火錄》第二十五集退場。蟻天海殤君畢生為中原武林貢獻卓著，因其卓越的風範、過人的氣度而深受戲迷歡迎。聲勢威望逐漸蓋過主角素還真，導致於後期發展與退場則引來眾多爭議，更常令喜愛他的戲迷對當時霹靂布袋戲的編劇感到不滿、失望傷心。

## 詩號
慾海沉浮名利爭，石光電火步此生；風塵情事揮不盡，觀（渡）世不笑是痴人。(臨終前：功成不退是庸人。)

## 人物簡介

### 出身與外貌
滅境先天、西武林西丘三君之首、一頁書的好友、傲笑紅塵的義弟。眉宇剛毅，不怒而威；藍髮藍袍，足蹬錦靴。手持羽扇，背掛忘情劍。

### 個性與事蹟
智勇雙全、重情重義。對於敵手仍能保持尊敬。關心武林安危，每每在武林陷入危難時挺身而出，與群俠共抗強敵。大破「第四魔域」、智取「魔魁之女」、滅「血道天宮」、抵抗「魔魁」......等，皆為「海殤君」的著名事蹟。死前希望自身屍骨能被收埋在「汗青編」，無奈不符資格，後被收埋在「耶摩天」。
在後頭的故事中因「誅邪聖器」一物，更帶出海殤君剷除滅境邪靈「未來之宰」的往事.....

## 人際關係
家人: 愁月仙子(妹妹)
好友：一頁書(曾有金丹換三劫之約)
義兄弟: 傲笑紅塵(義兄)
正道戰友：眾天、黑白郎君、靈嘯月(素還真的化身)、青陽子
西丘同修：怒天山濤君、靜天雲岫君

## 武學簡介
- 護身類：銀波鏡含

- 攻擊類：黃沙怒音揚、滄海月明映淚痕、至怒玄音綜合掌、海納千川、擎羊嘯天、一指泣風動

- 術法類：五行轉命術之【奇木轉命術、塵沙轉命術】、陷魔障 、心外有身之術

- 其他類：真氣傳聲

## 名言選錄
- 「心靜則如止水無波，動可似萬馬奔騰。」

(幽靈箭第2集)
- 「江湖情仇令人欲罷不能，縱然身已疲累，心已麻痺，但仍要置身其中，正是所謂一步江湖無盡期。」

(幽靈箭第4集)
- 「一身自有天意定數，是非不由強言巧辯。」

(幽靈箭第4集)
- 「半生閒隱今終止，一步江湖無盡期。」

(幽靈箭第11集)
- 「世事如棋，乾坤莫測，笑盡英雄，唉！長江後浪勝前浪，世事新人逐舊人，一頁書啊！你既知乾坤莫測，又何必自負笑盡英雄呢？如今身喪譎詭無情的武林，英勇何在？孤魂黃泉，你可瞑目？壯志未酬，你可心甘？三劫未盡，你所留下的遺憾，就讓吾替你完成吧！」

(幽靈箭第11集)
- 「一身自有天意冥數，是非不由強言矯情，莫說愚智眼前難分，功過尚待蓋棺論定。」

(幽靈箭第11集)
- 「生在血腥的武林，人命賤如螻蟻，海殤君既身入是非境，就不敢奢望全身而退。」

(幽靈箭第13集)
- 「歸天之龍，壯志難伸，時勢造化，天地含悲啊！」

(幽靈箭第13集)
- 草螢明耀終非火，荷露晶亮豈是珠。」

(幽靈箭第14集，海殤君留於靜天雲岫君之墓信中詩句。)
- 「人生幾回傷往事，山形依舊枕寒流。」

(幽靈箭第16集)
- 「人魔易除，心魔難驅，江湖險詐，令人神迷目眩。」

(幽靈箭第22集)
- 「人見利而不見害，魚見食而不見鉤。可恨！可嘆！可悲啊～～」

(幽靈箭第22集)
- 「忘生、情斷、劍為念。」

(幽靈箭第24集)
- 「慾海沈浮名利爭，爭至何時？又有何用？縱能騰達，但人生短暫，終歸黃土！古今將相何在？荒塚一堆！山濤君～安息吧！一瓢濁酒，贈君上路，九泉孤寒，前塵已遠，恩怨情仇，至死方休。」

(幽靈箭第25集，悼念怒天山濤君所言)
- 「送君千里，終須一別，浮雲之意，來去傲然。」

(幽靈箭第25集)
- 「天地至聖，名在汗青，忠孝節義，雖死猶生。」

(烽火錄第25集臨終所言)

## 外部連結
- 霹靂網 （页面存档备份，存于）：霹靂官方網站
- 霹靂創世錄：撰寫霹靂系列完整目錄&完整劇情&最新搶先看影片
- 新新人類舊「偶」像 （页面存档备份，存于）, 台灣光華雜誌, 1998年1月第154頁
- 楊惠中, 淺談霹靂布袋戲操偶師的間接表演藝術 Archive.today的存檔，存档日期2015-03-24, 國立彰化師範大學台灣文學研究所
- 黃強華/原著,霹靂人物出場詩選析 （页面存档备份，存于）, 霹靂新潮社, 2013
- 台灣布袋戲與傳統文化創意產業研討會論文集 （页面存档备份，存于）
- 台灣布袋戲表演藝術之美 （页面存档备份，存于）
- 民俗與文學學術硏討會論文集: 1998 （页面存档备份，存于）